# Alba Fucens

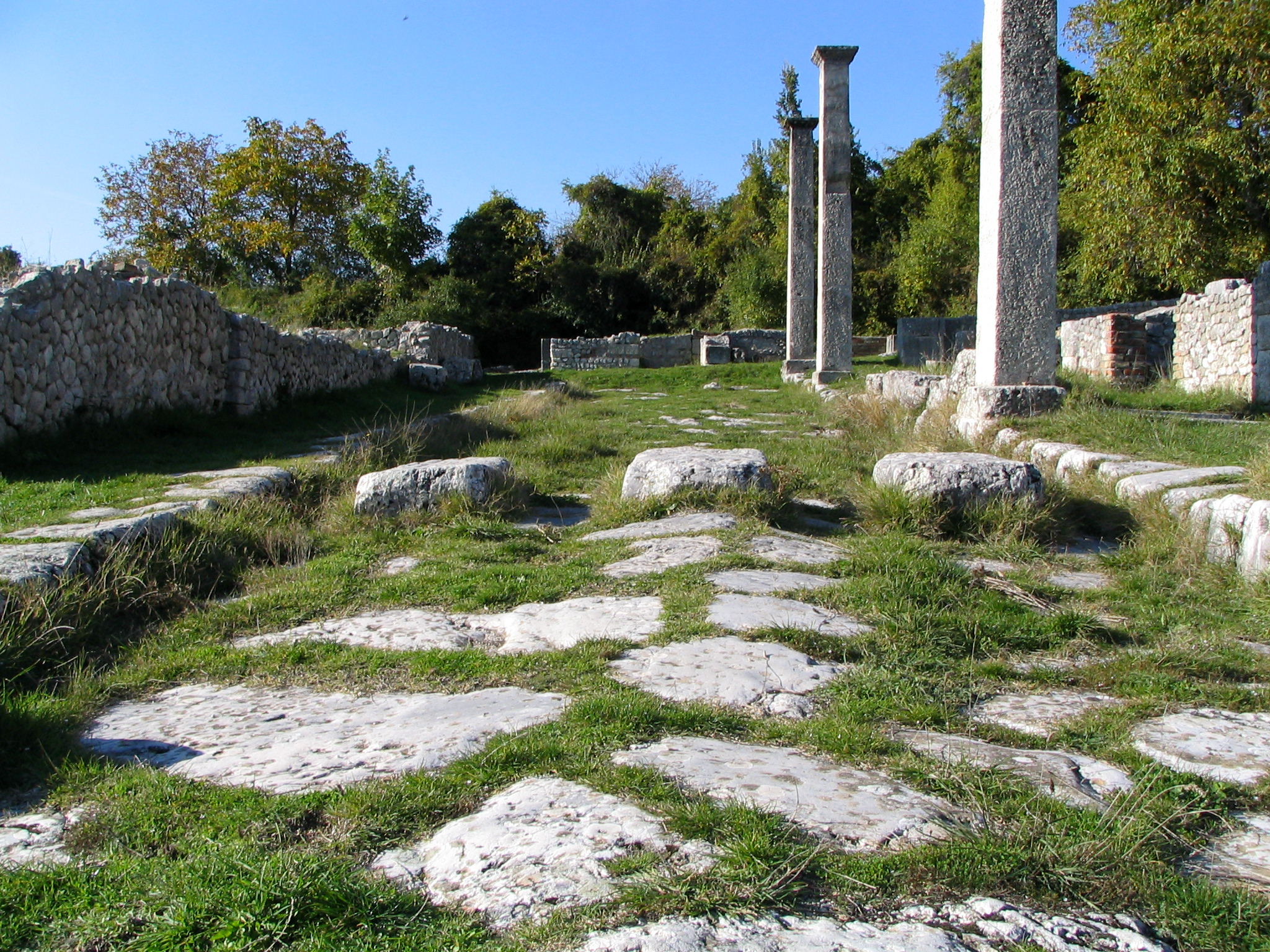
Calle de Alba Fucens.

Alba Fucens fue una antigua ciudad itálica ubicada a una altitud de 1020 m, al pie del monte Velino, 6.5 km al norte de Avezzano. Sus restos se encuentran hoy en la jurisdicción de la comuna de Massa d'Albe.

## Historia
Originalmente fue una ciudad de los equílocos, aunque en la frontera de los marsos, pero fue ocupada por una colonia romana (304 a. C.) debido a su importancia estratégica. Queda sobre una colina justo al norte de la Vía Valeria, que fue probablemente prolongada allende Tibur en esta misma época. En la segunda guerra púnica Alba permaneció fiel al principio, pero después rehusó enviar contingentes y fue castigada.
Tras ello se convirtió en un lugar habitual de detención para importantes prisioneros de estado, como Sifax de Numidia, Perseo de Macedonia y Bituito, rey de los arvernos. Fue atacada por los aliados en la guerra Social, pero permaneció fiel a Roma, y su fuerte posición la convirtió en un lugar de cierta importancia en las guerras civiles. Su prosperidad en el periodo imperial solo puede inferirse por el número de inscripciones halladas allí.

## Restos

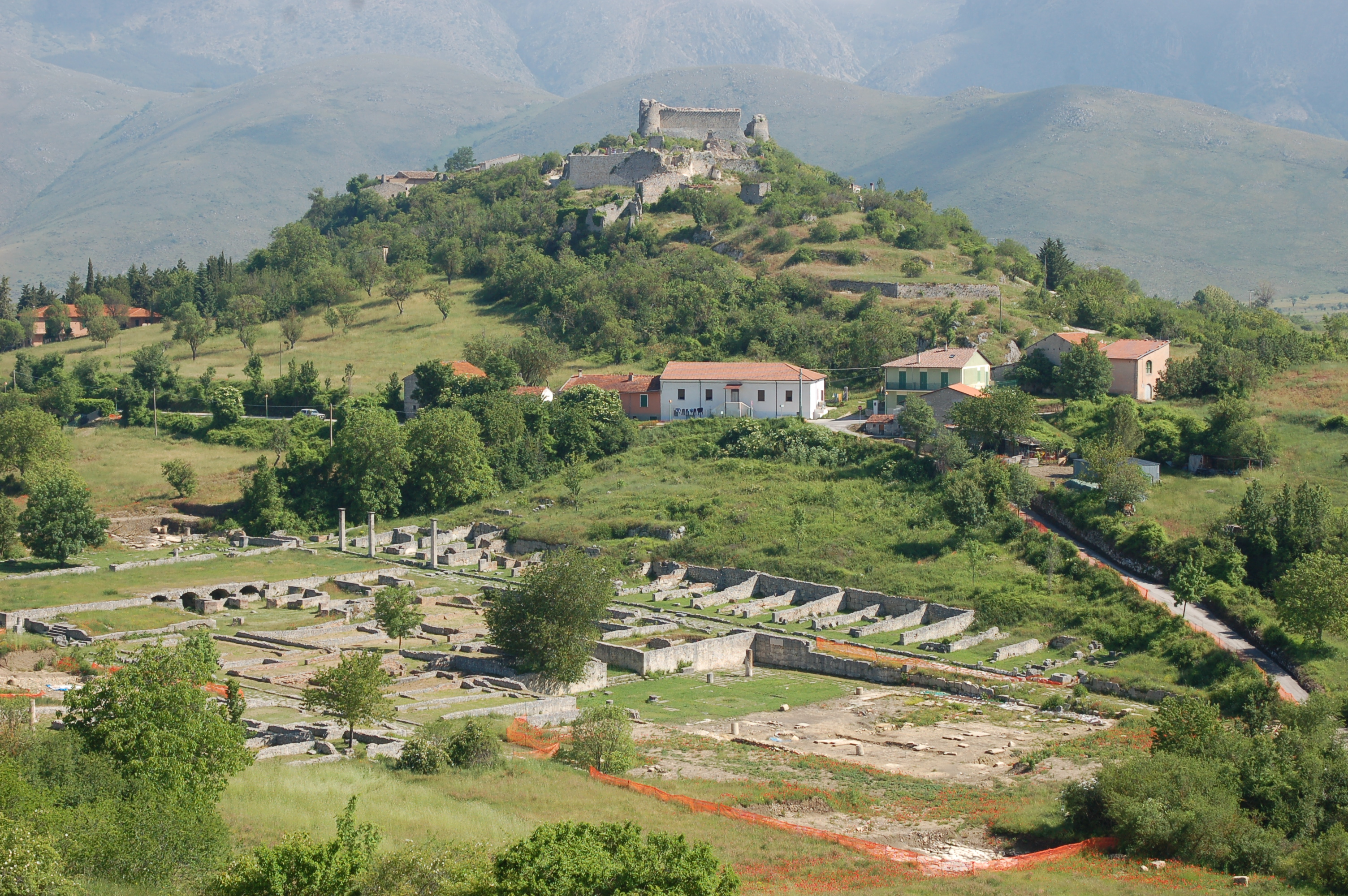
Vista de las ruinas romanas y del castillo tomada desde la Iglesia de San Pietro.

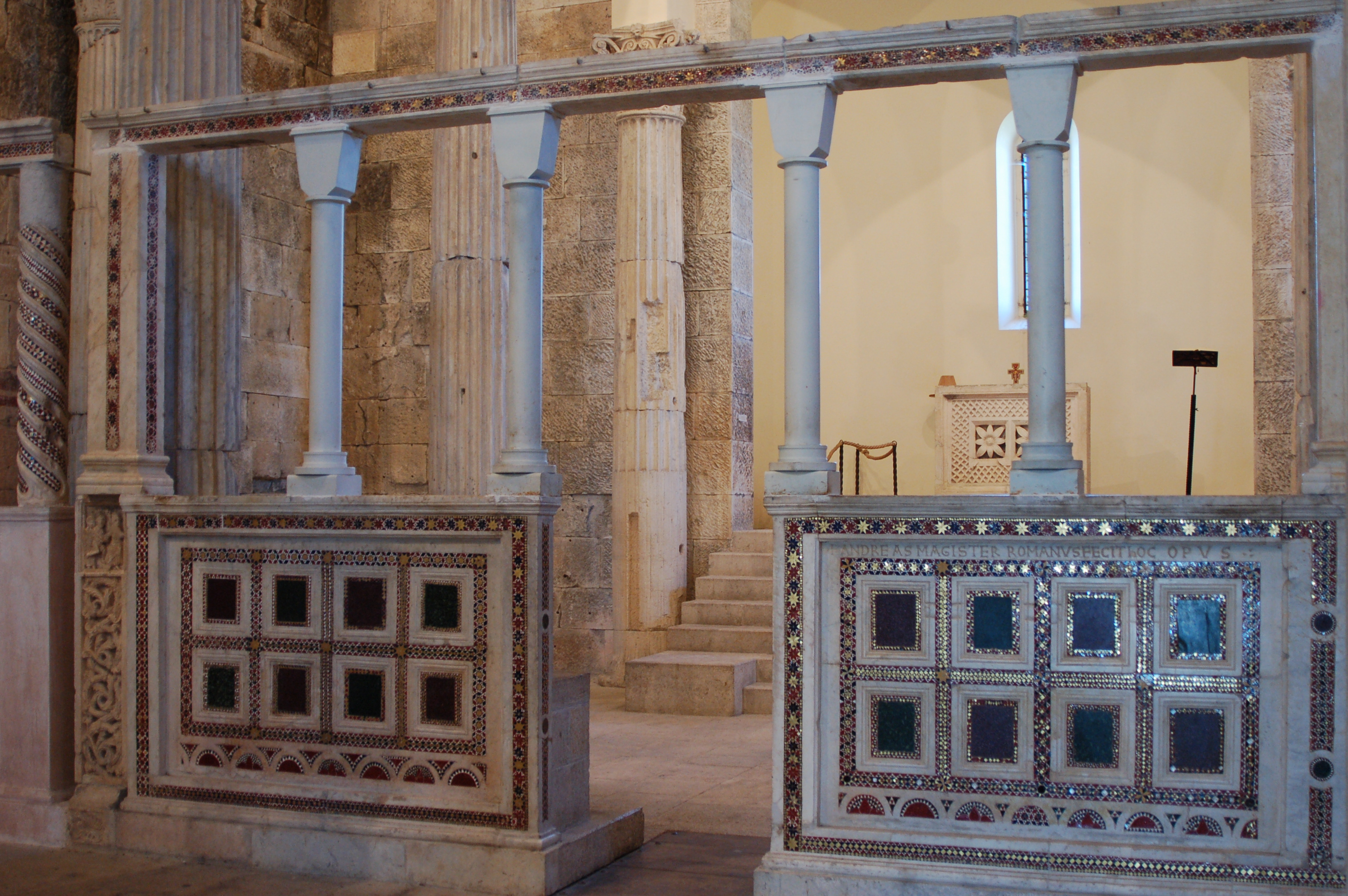
Iconostasis de la iglesia de San Pietro.

Es destacable principalmente por sus bien conservadas fortificaciones. Las murallas exteriores, de las que no se sabe su antigüedad exacta, tienen un contorno de uno 3,2 km, están construidas de mampostería poligonal, apareciendo los bloques cuidadosamente unidos y las caras pulidas. No se conservan a ninguna altura considerable, pero la disposición de las puertas es claramente distinguible, apareciendo al final de una tramo largo y recto, y situadas de forma que dejen expuesto el lado derecho que cualquier fuerza atacante. Al norte hay, durante una longitud de unos 140 m, una triple línea de defensas de fecha posterior (añadida posiblemente por los colonos romanos), de tal forma que tanto la propia muralla de la ciudad como el muro doble dispuesto frente a ella están construidas parcialmente de hormigón, y recubierta con una mampostería poligonal más final (en la que las uniones horizontales parecen haber sido evitadas deliberadamente).
A 1,6 km al norte de la ciudad puede encontrarse un enorme montículo con un zanja a cada lado (pero a considerable distancia de él) durante unos 3 km. Dentro de las murallas apenas hay edificios de fecha posterior. Las excavaciones sólo se han realizado ocasionalmente, si bien pueden distinguirse restos de edificios y carreteras, y también un extenso sistema de pasadizos subterráneos quizá relacionado con las defensas de la plaza. La colina en el extremo occidental estuvo ocupada por un templo de orden toscano, dentro del cual se construyó la iglesia de San Pietro. Contiene antiguas columnas y algunos magníficos ejemplos de trabajos cosmatescos. Es la única iglesia monástica de los Abruzos en la que la nave está separada de los pasillos por columnas antiguas.
La iglesia colegiada de San Nicola, en el pueblo, contiene una destacable estauroteca quizá del siglo XI y un tríptico de madera del siglo XIII imitando el estilo bizantino con esmaltes.
Una buena descripción del yacimiento, con planos, aparece en Promis, C. (1836). Le antichità di Alba Fucense negli equi, misurate ed illustrate. Roma. OCLC 20654254.

## Excavaciones
En el siglo XX la Academia Belga de Roma realizó excavaciones en el lugar, bajo la dirección de Joseph Mertens. Este proyecto llevó a una serie de publicación del yacimiento y sus restos.